# وزارة العمل (الأردن)
وزارة العمل هي الجهة المعنية بتشغيل وتوفير فرص العمل للأردنيين داخل الأردن وخارجه والإشراف على شؤون العمل والعمال، والمساهمة في تنظيم سوق العمل وتسجيل نقابات العمال ونقابات أصحاب العمل؛ إضافة لدور الوزارة في عملية تدريب وتأهيل الأيدي العاملة، ومن مهام الوزارة كذلك تأهيل العمالة الأردنية، حيث تشكل العمالة الوافدة ما نسبته 28% من حجم القوى العاملة في الأردن، ويبلغ عدد العمالة الوافدة في الأردن ما يقارب من مليون وربع عامل تتولى وزارة العمل إصدار رخص العمل لهم،.
 تأسست وزارة العمل سنة 1951 وكانت تسمى وزارة العمل والشؤون الاجتماعية قبل أن تستقل بمهام العمل والعمال سنة 1994، وزير العمل منذ 12 أكتوبر 2020 الدكتور معن القطامين.

## مهام الـوزارة
- الاشراف على شؤون العمل والعمال وممارسة جميع الصلاحيات والمسؤوليات المتعلقة بتلك الشؤون والمنصوص عليها في سائر التشريعات.[3]
- رعاية العمال الأردنيين خارج المملكة وتنمية علاقات العمل مع الدول المستقبلة لهم وتنظيم الشؤون المتعلقة بالعاملين الأجانب داخل المملكة والإشراف عليهم وتحديد شروط عملهم.
- تنظيم سوق العمل الأردني ووضع التعليمات اللازمة لتوفير فرص العمل والتشغيل للأردنيين داخل المملكة وخارجها وبالتعاون مع الجهات المختصة.
- تسجيل نقابات العمال ونقابات أصحاب العمل.
- المساهمة والمشاركة في أعمال اللجنة الثلاثية وذلك لتمكين اللجنة من القيام بالمهام والصلاحيات المنيطة بها والواردة في نظام اللجنة الثلاثية لشؤون العمل رقم (21) لسنة 2012 وقانون العمل.
- تتولى الوزارة توفير فرص العمل للأردنيين داخل المملكة وخارجها.
- تنمية التعاون والتنسيق مع منظمات العمل العربية والدولية وبما يخدم قطاع العمل.

## الأهداف الوطنية التي تسهم الوزارة / الدائرة في تحقيقها
- تحسين مستويات الفقر والبطالة وبناء نظام حماية اجتماعية فعال.
- تحسين مستوى الخدمات المقدمة للمواطنين والعدالة في توزيعه.

## الوزراء
| الصورة     | الاسم (مواليد–وفاة)           | فترة شغل المنصب     | فترة شغل المنصب     | فترة شغل المنصب   | الحكومة            | ملاحظات    |
| الصورة     | الاسم (مواليد–وفاة)           | تولى المنصب         | غادر المنصب         | المدة             | الحكومة            | ملاحظات    |
| وزير العمل | وزير العمل                    | وزير العمل          | وزير العمل          | وزير العمل        | وزير العمل         | وزير العمل |
| ---------- | ----------------------------- | ------------------- | ------------------- | ----------------- | ------------------ | ---------- |
|            | الاسم (0000–0000)             | 01 شهر 0000         | 01 شهر 0000         | 1 سنة و31 أيام    | الحكومة            |            |
|            | الاسم (0000–0000)             | 01 شهر 0000         | 01 شهر 0000         | 1 سنة و31 أيام    | الحكومة            |            |
|            | الاسم (0000–0000)             | 01 شهر 0000         | 01 شهر 0000         | 1 سنة و31 أيام    | الحكومة            |            |
|            | الاسم (0000–0000)             | 01 شهر 0000         | 01 شهر 0000         | 1 سنة و31 أيام    | الحكومة            |            |
|            | الاسم (0000–0000)             | 01 شهر 0000         | 01 شهر 0000         | 1 سنة و31 أيام    | الحكومة            |            |
|            | الاسم (0000–0000)             | 01 شهر 0000         | 01 شهر 0000         | 1 سنة و31 أيام    | الحكومة            |            |
|            | الاسم (0000–0000)             | 01 شهر 0000         | 01 شهر 0000         | 1 سنة و31 أيام    | الحكومة            |            |
|            | الاسم (0000–0000)             | 01 شهر 0000         | 01 شهر 0000         | 1 سنة و31 أيام    | الحكومة            |            |
|            | الاسم (0000–0000)             | 01 شهر 0000         | 01 شهر 0000         | 1 سنة و31 أيام    | الحكومة            |            |
|            | معن القطامين (1968–)          | 12 تشرين الأول 2020 | 8 آذار 2021         | 147 أيام          | حكومة بشر الخصاونة |            |
|            | أيمن المفلح (1962–)(بالوكالة) | 8 آذار 2021         | 29 آذار 2021        | 21 أيام           | حكومة بشر الخصاونة |            |
|            | يوسف الشمالي (1968–)          | 29 آذار 2021        | 11 تشرين الأول 2021 | 196 أيام          | حكومة بشر الخصاونة |            |
|            | نايف استيتية (1965–)          | 11 تشرين الأول 2021 | 27 تشرين الأول 2022 | 1 سنة و16 أيام    | حكومة بشر الخصاونة |            |
|            | يوسف الشمالي (1968–)          | 27 تشرين الأول 2022 | في المنصب           | 2 سنوات و147 أيام | حكومة بشر الخصاونة |            |

## مواضيع ذات صلة
- قانون العمل (الأردن)